# Antropologia zmysłów
Antropologia zmysłów – nurt w antropologii kulturowej i dyscyplinach historycznych, mający swe początki w drugiej połowie lat 80. XX wieku. Według niektórych badaczy antropologia zmysłów to subdyscyplina, według innych – podejście epistemologiczne lub wręcz zwrot epistemologiczny w antropologii kulturowej. Trudno o jednoznaczną definicję, ponieważ nurt ten jest wewnętrznie zróżnicowany.
Antropolodzy zmysłów uznają, że ludzkie zmysły, obok podstaw fizycznych, mają również wymiar kulturowy. Liczba wyróżnianych zmysłów oraz ich znaczenie w poszczególnych społecznościach i kulturach są różne. Od wynalezienia druku w XV wieku w kulturze Zachodu na znaczeniu zaczął zyskiwać wzrok (okulocentryzm). Patrzenie zaczęło stanowić najbardziej uprawomocnioną metodę zdobywania informacji o świecie. Przełożyło się to na różne elementy kultury zachodniej: m.in. na język oraz na analityczny charakter całej kultury, faworyzującej porządek linearny w procesie poznania. Antropolodzy zmysłów zauważyli, że okulocentryczna obserwacja to przejaw europocentryzmu – w znaczeniu nakładania na przedstawicieli innych kultur swojego sposobu postrzegania rzeczywistości. Obecnie próbuje się dążyć do zastąpienia poznania zdominowanego przez wizualność poznaniem opartym na „wielozmysłowym” sensorium (łac. organ zmysłów).
Główne, wspólne dla wszystkich szkół podstawowe założenia antropologii zmysłów to:
- krytyka kultury piśmiennej Zachodu i idąca za tym próba przezwyciężenia okulocentryzmu;
- rewaloryzacja „zmysłów niższych”: słuchu, smaku, węchu i dotyku.

## Powstanie i rozwój dyscypliny

### Nazwa i początki
Za prekursorów antropologii zmysłów można uznać Marshalla McLuhana, jego ucznia Waltera J. Onga oraz Claude’a Lévi-Straussa . Jednakże za „pracę założycielską” uznaje się studium Alana Corbina dotyczące wpływu zapachu na kształt francuskiej wyobraźni społecznej Le Miasme et: l’ odorat et l’imaginaire social, XVIIème et XIXème siec les, wydane w Paryżu w 1986 roku. Nazwy „antropologia zmysłów” po raz pierwszy użył Roy Porter we wstępie do angielskiego wydania tej książki.
Antropologia zmysłów zrodziła się w ramach nurtu postmodernistycznego, który przyniósł kryzys epistemologiczny i postulował skrajny relatywizm kulturowy, a więc zakładał niemożność poznania innych kultur oraz obiektywnego poznania rzeczywistości. Antropologia zmysłów stała się niejako alternatywą dla tego nurtu – jej przedstawiciele zaczęli badać sam proces poznania poprzez skupienie się na tym, jakie zmysły w danej kulturze są ważne i jak różnicuje to doświadczanie świata przez ludzi.
Antropologia zmysłów rozwija się równolegle w różnych państwach: w Kanadzie, Stanach Zjednoczonych i w krajach europejskich (początkowo głównie we Francji i Włoszech).

### Europa
Badania prowadzone w ramach tego nurtu w Europie mają przede wszystkim charakter empiryczny: źródłowy i historiograficzny. Często skupiają się one na jednym ze zmysłów, co oznacza np. próby utworzenia krajobrazu dźwiękowego (soundscape) czy węchowego. Niekiedy łączone są też z antropologią stosowaną.

### Kanada
Kanadyjscy badacze, zrzeszeni na Uniwersytecie Concordia w ramach stowarzyszenia Consert, skupili się na kwestiach epistemologicznych. Głównym problemem była dla nich możliwość wyjścia poza okulocentryzm oraz zbadanie różnic kulturowych w systemach zmysłów, co miało przyczynić się do lepszego poznania innych kultur. Badacze ci postulują umiarkowany relatywizm kulturowy. Głównymi przedstawicielami są Constance Classen i David Howes.
Nurt kanadyjski wysunął wiele istotnych dla antropologii zmysłów twierdzeń, m.in.:
- istnieją różnice w sensoriach pomiędzy kulturami. Dana kultura może rozróżniać różne zmysły i w odmienny sposób ustalać ich istotność. Np. dla ludu Hausa z Nigerii są tylko dwa zmysły: wzrok i „reszta” – idea zmysłów jest więc konwencją kulturową; zmysły nie są czysto biologiczne ani transparentne[13] ;
- nie we wszystkich kulturach zmysły to tylko bierne receptory rzeczywistości – np. według Innuitów zmysłem jest też mowa, a więc coś o zdolnościach kreacyjnych;
- ład sensoryczny zmienia się w czasie – np. w średniowieczu w Europie węch był bardzo istotnym zmysłem, teraz już nim nie jest;
- własności zmysłowe łączy się z różnymi częściami ciała odmiennie w różnych kulturach;
- często jakości zmysłowych używa się do podkreślania podziałów społecznych (np.: wyższe klasy lepiej pachną);
- zmysły ważne z punktu widzenia praktycznego nie muszą mieć takiej samej wagi w systemie symbolicznym;
- kody percepcyjne są zwykle nieuświadomione, lecz nie wyklucza to okazyjnych apercepcji.

### Stany Zjednoczone
Badacze ze Stanów Zjednoczonych reprezentują „ewokacyjną”  czy też mimetyczną antropologię zmysłów. Postulują uwzględnianie w opisie etnograficznym wszelkich wrażeń zmysłowych, nie tylko wzrokowych czy słuchowych. Jednocześnie kładą nacisk na osobiste, jednostkowe doznania, badają autobiograficzne reminiscencje z różnych przeżyć, co, według niektórych, odbiega od zadań etnografii. Najważniejszymi przedstawicielami są Paul Stoller i Nadia Seremertakis.

## Wyzwania stojące przed antropologią zmysłów
Główny problem stojący przed antropologią zmysłów ma charakter epistemologiczny: jak badać inną kulturę czy grupę społeczną, operującą innym systemem zmysłowym (chociażby ludzi niewidomych) i sam ten system, będąc ograniczonym przez własny system poznania?
Po części problem ten może być rozwiązany poprzez badanie języka i metafor. To, jakie zmysły są najważniejsze w danej kulturze, odzwierciedla się bowiem w języku. W polskiej (i szerzej: zachodniej) kulturze, dominującym zmysłem jest wzrok, a w drugiej kolejności słuch, stąd sformułowania: poznać czyjeś zapatrywanie na coś, postrzegać coś w jakiś sposób, zobaczyć coś na własne oczy.
Tylko wzrok i słuch były uważane za zmysły, dzięki którym można poznać coś intersubiektywnie. Dotyk, smak i węch uważane były za zmysły „niższe”, „zwierzęce”, należące do sfery kobiecej – w przeciwieństwie do „męskich” wzroku i słuchu. W języku nie ma zatem żadnych wyrażeń dotyczących poznania, które odbywałoby się przez dotyk, smak, węch. Tylko „(prze)czucie”, które ma jednocześnie konotacje z czymś tak niepewnym jak intuicja.